# 大河小說
大河小說，又称系列小说，是小说的一个类型。大河小說之名称来自法语的意译。
广义上，大河小说指多部有共同的主题、人物或环境，但又各自独立的长篇小说。小说的各部分不一定按时间或情节排列。更狭义的定义则认为符合上述定义，并且具有浓厚的历史意识，以一个家族或时代为主题的才属于大河小说。很多大河小说采用“三部曲”的形式。

## 例子
- 巴尔扎克的《人间喜剧》系列，共91部
- 埃米尔·左拉的《盧貢-馬卡爾家族》系列，共20部
- 馬塞爾·普魯斯特的《追憶似水年華》，共7卷
- 三島由紀夫的《丰饶之海》系列，共4部
- 的「基地系列」
- 吳濁流「孤帆三部曲」《亞細亞的孤兒》《無花果》《台灣連翹》
- 李喬的《寒夜三部曲》[1]
- 鍾肇政的《臺灣人三部曲》[2]
- 東方白的《浪淘沙》共三冊[3]
- 櫻庭一樹的《赤朽葉家的傳說》
- 邱家洪的《台灣大風雲》共五冊[4]
- 陳雷(台灣作家)/吳景裕的《鄉史補記》
- 陳燁的《泥河》[5]